# Daniel Loayza
Pour les articles homonymes, voir Loayza.
 (octobre 2021).
La mise en forme du texte ne suit pas les recommandations de Wikipédia : il faut le « wikifier ».
Les points d'amélioration suivants sont les cas les plus fréquents. Le détail des points à revoir est peut-être précisé sur la page de discussion.
- Les titres sont pré-formatés par le logiciel. Ils ne sont ni en capitales, ni en gras.
- Le texte ne doit pas être écrit en capitales (les noms de famille non plus), ni en gras, ni en italique, ni en « petit »…
- Le gras n'est utilisé que pour surligner le titre de l'article dans l'introduction, une seule fois.
- L'italique est rarement utilisé : mots en langue étrangère, titres d'œuvres, noms de bateaux, etc.
- Les citations ne sont pas en italique mais en corps de texte normal. Elles sont entourées par des guillemets français : « et ».
- Les listes à puces sont à éviter, des paragraphes rédigés étant largement préférés. Les tableaux sont à réserver à la présentation de données structurées (résultats, etc.).
- Les appels de note de bas de page (petits chiffres en exposant, introduits par l'outil «  Source ») sont à placer entre la fin de phrase et le point final[comme ça].
- Les liens internes (vers d'autres articles de Wikipédia) sont à choisir avec parcimonie. Créez des liens vers des articles approfondissant le sujet. Les termes génériques sans rapport avec le sujet sont à éviter, ainsi que les répétitions de liens vers un même terme.
- Les liens externes sont à placer uniquement dans une section « Liens externes », à la fin de l'article. Ces liens sont à choisir avec parcimonie suivant les règles définies. Si un lien sert de source à l'article, son insertion dans le texte est à faire par les notes de bas de page.
- La présentation des références doit suivre les conventions bibliographiques. Il est recommandé d'utiliser les modèles {{Ouvrage}}, {{Chapitre}}, {{Article}}, {{Lien web}} et/ou {{Bibliographie}}. Le mode d'édition visuel peut mettre en forme automatiquement les références.
- Insérer une infobox (cadre d'informations à droite) n'est pas obligatoire pour parachever la mise en page.

Pour une aide détaillée, merci de consulter Aide:Wikification.
Si vous pensez que ces points ont été résolus, vous pouvez retirer ce bandeau et améliorer la mise en forme d'un autre article.
 (octobre 2021).
 (décembre 2022).
Si vous disposez d'ouvrages ou d'articles de référence ou si vous connaissez des sites web de qualité traitant du thème abordé ici, merci de compléter l'article en donnant les références utiles à sa vérifiabilité et en les liant à la section « Notes et références ».
Daniel Loayza, né le 13 février 1961, est un traducteur, dramaturge et enseignant français.

## Formation et carrière
De 1982 à 1986, Daniel Loayza est élève à l’École normale supérieure (Paris), agrégé de lettres classiques (1986), puis titulaire d'un Diplôme d'études approfondies de philosophie (1987). Il est professeur de lettres classiques et traducteur du grec ancien, de l’anglais et de l’allemand. Il est enseignant en classe préparatoire, notamment de grec.
Homme de théâtre, il travaille notamment avec le metteur en scène Georges Lavaudant. Depuis 1996, il est détaché à l'Odéon-Théâtre de l'Europe en qualité de conseiller artistique et rédacteur. Il préside depuis 2014 la Commission nationale d'Aide à la création de textes dramatiques.

## Traductions publiées
(décembre 2022).

### Grec ancien
- Ésope, Fables, Flammarion, coll. GF, 1995 [éd. bilingue ; intr., trad., notes]
- Eschyle, L’Orestie, Flammarion, coll. GF, 2001 [intr., trad., notes]
- Platon, Ménexène, Flammarion, coll. GF, 2006 [intr., trad., notes]
- Sophocle, Antigone, Flammarion, coll. Étonnants classiques, 2018
- Sophocle, Œdipe Roi, Flammarion, coll. GF, 2015

### Anglais
- Albee, Edward, Qui a peur de Virginia Woolf ?, Actes Sud, coll. « Papiers », 2012 [notes, variantes, postface].
- Barker, Howard, Ces tristes lieux. Pourquoi faut-il que tu y entres ?, Actes Sud, 2009 [postface].
- Bellos, David, La Traduction dans tous ses états, Flammarion, Champs, 2017 (1re éd. : Le Poisson et le bananier, Flammarion, 2012[2].
- Dresser, Richard, Sous la ceinture, Actes Sud, coll. Papiers, 2012).
- Kalinoski, Richard, Une bête sur la lune, L’Avant-scène théâtre, n° 109, 1999 (Molière 2001 de la meilleure adaptation).
- Ronell, Avital : Telephone Book. Technologie, schizophrénie et langue électrique. Bayard, 2006.
- Ronell, Avital : Lignes de front. Stock, 2010.
- Ronell, Avital : Addict. Fixions et narcotextes. Bayard, 2009.
- Shakespeare, William, Le Roi Lear, À Propos, 2004. [Préface de Georges Lavaudant ; postface.]. Ce texte sera mis en scène par Georges Lavaudant en 2021, qui laissera une large place au texte comme l'écrira Isabelle Fauvel : "Le metteur en scène a opté pour un spectacle dépouillé et sobre au centre duquel le texte est tout". Cette dernière encensera également la traduction, la qualifiant de "remarquable", ayant "su rendre toute la richesse de la langue de Shakespeare, avec ses différents niveaux d’écriture, en l’adaptant à nos oreilles contemporaines. Le texte est un régal"[3].
- Shakespeare, William, Hamlet, [adapt. et trad. en coll. avec Georges Lavaudant], L’Avant-scène théâtre, n° 1202, 2006.
- Shakespeare, William, Macbeth, [en coll. avec Stéphane Braunschweig], Les Solitaires intempestifs, 2018. [Postface].
- Shakespeare, William, Othello, Flammarion, coll. GF, 2016.
- Shakespeare, William, Le Conte d'hiver, Flammarion, coll. GF, 2016. [édition bilingue ; intr., trad., notes].
- Williams, Tennessee, La Rose tatouée, Théâtrales, 2012.

### Autres langues
- Agamben, Giorgio : « Notes sur le geste », in Trafic 1, hiver 1991. Repris dans Image et mémoire. Ecrits sur l'image, la danse et le cinéma, collection Arts et esthétique dirigée par Gilles Tiberghien, Desclée de Brouwer, 2004  [traduit de l’italien].

- Agamben, Giorgio : « Nymphæ », in Image et Mémoire. Ecrits sur l'image, la danse et le cinéma, Desclée de Brouwer, collection Arts et esthétique dirigée par Gilles Tiberghien, 2004. Republication en volume séparé : Nymphes, coll. Perspectives critiques, PUF, 2021 [traduit de l’italien].

- Bondy, Luc : Toronto. Poèmes. Christian Bourgois, 2013 [éd. bilingue ; traduit de l’allemand].

- Doppelt, Suzanne, et Loayza, Daniel : Mouche. Une anthologie littéraire. Bayard, 2013 [préface, choix et traductions de diverses langues : grec, latin, anglais, allemand, espagnol].

- Mario Soldati : « La surprise d'un vert chartreuse », Trafic 6, 1993 [traduit de l’italien].

## Théâtre
(décembre 2022).
- 1989 : Lorenzaccio, d'Alfred de Musset, mise en scène Georges Lavaudant. Comédie-Française.

- 1992 : Terra Incognita, de Georges Lavaudant, mise en scène Georges Lavaudant. Festival d'Avignon.

- 1993 : Isidore Ducasse/Fragments, d'après Isidore Ducasse, mise en scène Georges Lavaudant. Dramaturgie et adaptation. Teatro Garibaldi, Montevideo (Uruguay).

- 1994 : Hamlet, de William Shakespeare, mise en scène Georges Lavaudant. Comédie-Française.

- 1995 : Lumières (I). Près des ruines, de Jean-Christophe Bailly, Michel Deutsch, Jean-François Duroure, Georges Lavaudant, mise en scène Georges Lavaudant. TNP Villeurbanne.

- 1996 : La Cour des comédiens, de Georges Lavaudant, mise en scène Georges Lavaudant. Festival d'Avignon.

- 1996 : Le Roi Lear, de William Shakespeare, mise en scène Georges Lavaudant. Dramaturgie et traduction. Odéon-Théâtre de l'Europe.

- 1996 : Bienvenue, de Georges Lavaudant. Odéon-Théâtre de l'Europe.

- 1997 : Ulysse/Matériaux, de Georges Lavaudant. Odéon-Théâtre de l'Europe, Le Quartz (Brest).

- 1997 : Ajax/Philoctète, d'après Sophocle, mise en scène Georges Lavaudant. Traduction (du grec), adaptation, dramaturgie. Odéon-Théâtre de l'Europe (Petit Odéon).

- 1997 : Histoires de France, de Michel Deutsch et Georges Lavaudant, mise en scène Georges Lavaudant. Odéon-Théâtre de l'Europe.

- 1998 : Une Bête sur la Lune, de Richard Kalinoski, mise en scène Irina Brook. Traduction. MC 83, Bobigny.

- 1998 : Dialogue en ré majeur, de Javier Tomeo, mise en scène Ariel Garcia-Valdès. Traduction (de l'espagnol). Odéon-Théâtre de l'Europe.

- 1998 : Henry VI / Richard III, fragments, d'après William Shakespeare, mise en scène Patrice Chéreau. Adaptation, traduction, dramaturgie. CNSAD, Odéon-Théâtre de l'Europe à la Manufacture des Œillets, Festival d'Automne.

- 1999 : Baal et La Noce chez les petits-bourgeois, de Bertolt Brecht, mise en scène Georges Lavaudant. Odéon-Théâtre de l'Europe.

- 1999 : L'Orestie, d'Eschyle, mise en scène Georges Lavaudant. Traduction (du grec) et dramaturgie. Odéon-Théâtre de l'Europe.

- 2000 : Fanfares, de Georges Lavaudant, mise en scène Georges Lavaudant. Odéon-Théâtre de l'Europe.

- 2000 : Impressions d'Afrique, de Giorgio Battistelli, livret de Georges Lavaudant et Daniel Loayza, mise en scène Georges Lavaudant. Teatro Goldoni, Florence.

- 2001 : Un Fil à la patte, de Georges Feydeau, mise en scène Georges Lavaudant. Odéon-Théâtre de l'Europe.

- 2002 : La Mort de Danton, de Georg Büchner, mise en scène Georges Lavaudant. Odéon-Théâtre de l'Europe.

- 2002 : Coriolà, de William Shakespeare, mise en scène Georges Lavaudant. Teatro Nacional de Catalunya, Barcelone (Espagne).

- 2003 : El Pelele, de Jean-Christophe Bailly, mise en scène Georges Lavaudant. Odéon-Théâtre de l'Europe (ateliers Berthier).

- 2003 : Quadrille albanais, de Mac Wellman, mise en scène collective, compagnie Transquinquennal. Traduction. KunstenFestivaldesArts, Bruxelles (Belgique).

- 2004 : La Cerisaie, d'Anton Tchekhov, mise en scène Georges Lavaudant. Odéon-Théâtre de l'Europe (ateliers Berthier).

- 2004 : Le Dyscolos, de Ménandre, mise en scène Catherine Marnas. Traduction (du grec ancien). Ecole Régionale d'Acteurs de Cannes / Auditorium du Louvre.

- 2004 : La Rose et la hache, d'après Carmelo Bene et William Shakespeare, mise en scène Georges Lavaudant. Odéon-Théâtre de l'Europe (ateliers Berthier).

- 2005 : Songe, tempête, d'après William Shakespeare, mise en scène Georges Lavaudant. Adaptation, dramaturgie. CNSAD.

- 2005 : Viol, de Botho Strauss, d'après Titus Andronicus de Shakespeare, mise en scène Luc Bondy. Traduction (de l'allemand) et co-écriture (avec Luc Bondy) de la version scénique. Odéon-Théâtre de l'Europe (ateliers Berthier).

- 2006 : Play Strindberg, de Friedrich Dürrenmatt d'après Strindberg, mise en scène Georges Lavaudant. Teatro de la Abadía, Madrid (Espagne).

- 2006 : Hamlet [un songe], d'après William Shakespeare, mise en scène et adaptation Georges Lavaudant. Dramaturgie et traduction. Odéon-Théâtre de l'Europe.

- 2006 : Cassandre, de Michael Jarrell d'après Christa Wolf, mise en scène Georges Lavaudant. Odéon-Théâtre de l'Europe (ateliers Berthier).

- 2007 : Les Cenci, de Giorgio Battistelli d'après Antonin Artaud, mise en scène Georges Lavaudant. Odéon-Théâtre de l'Europe.

- 2007 : La Mort d'Hercule, d'après Les Trachiniennes de Sophocle, mise en scène Georges Lavaudant. Traduction (du grec), adaptation, dramaturgie. MC93 Bobigny.

- 2008 : Hay que purgar a Totó, de Georges Feydeau, mise en scène Georges Lavaudant. Teatro Español, Madrid (Espagne).

- 2008 : Le Soleil ni la mort ne peuvent se regarder en face, de Wajdi Mouawad, mise en scène Dominique Pitoiset. Théâtre national de Bordeaux-Aquitaine.

- 2009 : La Nuit de l'iguane, de Tennessee Williams, mise en scène Georges Lavaudant. Traduction, adaptation, dramaturgie. MC93 Bobigny.

- 2009 : Qui a peur de Virginia Woolf ?, d'Edward Albee, mise en scène Dominique Pitoiset. Traduction. Théâtre national de Bordeaux-Aquitaine.

- 2009 : Discours guerriers, parole guerrière, de Wajdi Mouawad et divers auteurs, mise en lecture et en ondes Blandine Masson. Collaboration dramaturgique. Festival d'Avignon et France Culture.

- 2009 : Edipo. Una trilogía, d'après Sophocle, texte espagnol d'Eduardo Mendoza, mise en scène Georges Lavaudant. Traduction (du grec), adaptation française, dramaturgie. Teatro Español, Madrid et Festival del Grec, Barcelone (Espagne).

- 2010 : La Tempête... d'après La Tempête et Le Songe d'une nuit d'été, de William Shakespeare, mise en scène Georges Lavaudant. Traduction, adaptation, dramaturgie. Les Nuits de Fourvière.

- 2010 : Mort d'un commis voyageur, d'Arthur Miller, mise en scène Dominique Pitoiset. Traduction. Théâtre national de Bordeaux-Aquitaine.

- 2011 : El Misantrop, de Molière, mise en scène Georges Lavaudant. Teatro Nacional de Catalunya, Barcelone (Espagne).

- 2011 : Le Maître des marionnettes, de Dominique Pitoiset. Théâtre national de Bordeaux-Aquitaine.

- 2012 : La Mort de Danton, de Georg Büchner, mise en scène Georges Lavaudant. MC93 Bobigny.

- 2012 : Dans le ventre du loup, de Marion Aubert, mise en scène Marion Lévy. Théâtre national de Chaillot.

- 2012 : La Rose tatouée, de Tennessee Williams, mise en scène Benoît Lavigne. Traduction. Théâtre de l'Atelier.

- 2013 : Sous la ceinture, de Richard Dresser, mise en scène Delphine Salkin. Traduction. Théâtre national de Bordeaux-Aquitaine.

- 2013 : Cyrano de Bergerac, d'Edmond Rostand, mise en scène Dominique Pitoiset. Théâtre National de Bretagne, Rennes.

- 2013 : Class Enemy, de Nigel Williams, mise en scène Nuno Cardoso. Traduction. Théâtre national de Bordeaux-Aquitaine.

- 2013 : Judith, de Howard Barker, traduction J.-M. Déprats, mise en scène Chantal de la Coste. MC 93, Bobigny.

- 2013 : Cyrano de Bergerac, d'Edmond Rostand, mise en scène Georges Lavaudant. Les Nuits de Fourvières.

- 2013 : Chatte sur un toit brûlant, de Tennessee Williams, mise en scène Claudia Stavisky. Traduction. Festival de Grignan, Théâtre des Célestins (et tournée).

- 2013 : Le Conte d'hiver, de William Shakespeare, mise en scène Patrick Pineau. Traduction, dramaturgie. Scène nationale de Sénart (et tournée).

- 2013 : Manfred, de Robert Schumann, livret de Robert Schumann d'après Lord Byron, adaptation de Carmelo Bene, mise en scène Georges Lavaudant. Dramaturgie et traduction du livret. Opéra-Comique.

- 2014 : August, Orange County, de Tracy Letts, mise en scène Dominique Pitoiset. Traduction.  Bonlieu-Scène nationale d'Annecy.

- 2015 : Ivanov, d'Anton Tchekhov, mise en scène Luc Bondy. Co-traduction (avec Macha Zonina et Luc Bondy). Odéon-Théâtre de l'Europe.

- 2015 : Vu du pont, d'Arthur Miller, mise en scène Ivo van Hove. Traduction. Odéon-Théâtre de l'Europe, 10 octobre-21 novembre. (Reprise : 4.1 – 4.2 2017 et tournée).

- 2016 : L'Art de la comédie, d'Eduardo de Filippo, mise en scène Patrick Pineau. Dramaturgie (dont retraduction intégrale inédite). Théâtre Sénart, 28-30 janvier 2016.

- 2016 : Moby Dick (en répétition), d'Orson Welles d'après Herman Melville, mise en scène Transquinquennal. Théâtre de Liège (Belgique), 17-23 janvier 2016. Traduction inédite.

- 2016 : La Résistible ascension d'Arturo Ui, de Bertolt Brecht, mise en scène Dominique Pitoiset. Bonlieu – Scène nationale d'Annecy (et tournée). Traduction inédite.

- 2017 : Hôtel Feydeau, d'après Georges Feydeau, mise en scène Georges Lavaudant. Odéon-Théâtre de l'Europe, 6 janvier-12 février 2017 (et tournée). Dramaturgie.

- 2017 : Scènes Imaginaires. Georges Lavaudant, rencontre animée par Arnaud Laporte et réalisée par Blandine Masson. Odéon-Théâtre de l'Europe, 30 janvier (diffusion sur France Culture le 5 février). Collaboration artistique.

- 2017 : Philip Seymour Hoffman, par exemple, de Rafael Spregelburd, mise en scène Transquinquennal. Kunstenfestivaldesarts, Théâtre Varia, 11-14 mai (et tournée). Traduction de l'espagnol (Argentine).

- 2018 : Macbeth, de William Shakespeare, mise en scène Stéphane Braunschweig. Odéon-Théâtre de l'Europe. Co-traduction (avec Stéphane Braunschweig. Odéon-Théâtre de l'Europe, 26 janvier-10 mars 2018 (et tournée).

- 2018 : Bug, de Tracy Letts, mise en scène Aurore Fattier. Théâtre Varia, Bruxelles, 22 février-9 mars 2018 (et tournée). Traduction.

- 2019 : Opening Night, de John Cassavetes, mise en scène Cyril Teste. Théâtre de Namur, 22 février-2 mars 2019 ; Bouffes du Nord, Paris, 3-26 mai 2019, et tournée (production Le Quai CDN Angers-Pays de la Loire). Traduction et collaboration à l'adaptation.

- 2019 : Linda Vista, de Tracy Letts, mise en scène Dominique Pitoiset. Bonlieu-Scène nationale d’Annecy., 6-9 novembre 2019 (et tournée). Traduction.

- 2020 : A Bright Room Called Day (Une Chambre claire nommée jour), de Tony Kushner, mise en scène Catherine Marnas. Théâtre national de Bordeaux-Aquitaine, 7-18 janvier (et tournée). Traduction.

- 2020 : Splendeur, d'Abi Morgan, mise en scène Delphine Salkin. Lieusaint, Carré d'Art Sénart, 21-25 janvier 2020 (et tournée). Traduction, dramaturgie.

- 2021 : Le Roi Lear (King Lear), de William Shakespeare, mise en scène Georges Lavaudant. Perpignan, théâtre de l’Archipel, 7-8 octobre 2021. Paris, Théâtre de la Porte-saint-Martin, 3 novembre - 3 décembre 2021. Traduction, dramaturgie.